# Hot Country Songs
Hot Country Songs är en topplista inom countrymusik som publiceras varje vecka av musiktidskriften Billboard i USA. 60 melodier rangordnas efter hur ofta de spelats i radio, samt hur bra singlarna sålt, liksom digital nedladdning räknas inte.

## Historia
Den 8 januari 1944 började Billboard rangordna countrylåtars popularitet. Ursprungligen räknades bara hur ofta de spelats i så kallad jukebox och listan hette då Most Played Juke Box Folk Records.
Åren 1948–1958 använde Billboard flera listor för att mäta populariteten.
- Försäljningslistan startade den 15 maj 1948 som "Best Selling Retail Folk Records." Listan hade mellan 10 och 20 låtar varje gång, och antalet låtar växlade mellan veckorna.
- En "jockeylista", startad den 10 december 1949 som "Country & Western Records Most Played By Folk Disk Jockeys." Listan hade mellan 8 och 15 låtar, och antalet låtar växlade mellan veckorna.

Listornas namn ändrades under årens lopp. "Jukeboxlistan", som 1956 hette "Most Played C&W in Juke Boxes", upphörde den 17 juni 1957. "Försäljningslistan" och "Jockeylistan" fortsatte fram till den 13 oktober 1958.
Från den 20 oktober 1958 började Billboard kombinera försäljningar och speltid i radio för att mäta melodiernas popularitet, och räknade dem på en singellista vid namn "Hot C&W Sides." Listan brukade ha 30 låtar per vecka. Listans namn, och antalet låtar, varierade dock genom åren. Namnet ändrades till "Hot Country Singles" 3 november 1962, och antalet låtar utökades till 50 den 11 januari 1964, till 75 den 15 oktober 1966; och slutligen 100 från den 14 juli 1973. Den 20 januari 1990 minskades låtarna återigen till 75 i antalet och listan kom att sammanställas av Nielsen Broadcast Data Systems, ett system med elektroniska monitors för låtarnas speltid i radio. Fyra veckor senare, Den 17 februari 1990, bytte listan namn till "Hot Country Singles & Tracks." Från den 13 januari 2001 minskades listan från 75 till 60 låtar för att minska antalet albumspår som nådde listorna; och från den 30 april 2005 bytte listan namn till "Hot Country Songs".

## Regler
Precis som med Billboard Hot 100 och de flesta Billboardlistor, har Hot Country Songs en regel för då en låt når återkommande rotation. Från den 2 december 2006 förklaras en låt vara återkommande på countrylistorna om den möter alla följande kriterier:
- Den legat på listorna längre än 20 veckor;
- Den inte ökar i speltid och publikintryck
- Den rankas längre en #10 i antingen publikintryck eller speltid

Undantag görs ibland i vissa fall, som marginalminskningar hos publik. Minst två låtar har förklarats återkommande, och sedan fått tillräckligt återkommande rotation att de åter placerades på listorna: "Almost Home" av Craig Morgan, och "Happy Endings" av Lee Brice.
Om en speciell helgsingel släpps, kan den bara gå in på listan en gång. Denna regel användes första gången 2001, då flera helgrelaterade singlar återkommit flera gånger på countrylistorna varje jul.

### Fotnoter
1. ↑  Elizabeth Abrahamsen. ”Does Country Music Encourage Drinking and Driving?” (på engelska). Wide Open Country. Arkiverad från originalet den 22 december 2017. https://web.archive.org/web/20171222053443/http://www.wideopencountry.com/does-country-music-encourage-drinking-and-driving/. Läst 21 december 2017.